# セックスボット
セックスボット（sexbot）は、人間向けのロボットのセックスパートナー。2017年にはアメリカ合衆国で商品化され発売される予定がある。2016年10月にはアメリカカリフォルニア州に拠点を置く「RealDoll」（リアルドール）社が生産するものは、12,000ユーロほどになると報じられた。また、アメリカアビスクリエイション社製の「Harmony（ハーモニー）」は、シリコン樹脂の皮膚とプログラム制御の駆動機構と人工知能を持つことで人格をも備え、人間と会話のできる製品であり、予定販売価格は10,000-15,000ドルと公表された。

## 概要
セックスボットは、SF作品には数多く描かれるなど定番の題材となっていたが、2016年末ごろに英国ロンドンで開催された人型ロボットとの関係に関する倫理基準につき協議する国際会議において、ある専門家が語った推測が話題となった。その内容は、一部の専門家らはセックスボットはすでにSFの世界の話ではなく、2017年中には実現すると考えているというものだ。材質は金属とゴムおよび樹脂製であり、人間のセックスの相手をできるようにプログラミングされている。
人工知能の第一人者でもあるデービッド・レビー（David Levy）は、ロンドン大学ゴールドスミスカレッジ（Goldsmiths, University of London）で開催された「ロボットとの愛とセックスに関する国際会議」の席上において、「セックスボットの第1号の誕生に伴い、ロボットとのセックスは2017年中には現実化される」と発言した。また、2050年にはロボットとの結婚もありうるとの見解を示した。未来の性パートナーは「嫉妬、傲慢、自慢、無礼とは無縁で、我慢強く優しく愛らしいものとなるだろう」と語り、それを可能にするソフトウェアは数十年以内に開発される可能性が高いと発言した。
同会議では、距離的に離れた場所にいるカップル同士のキスの感覚を共有できる「キッセンジャー（Kissenger）」といわれる装置や、最新の「大人のおもちゃ」が数点紹介された。また、英国のサンダーランド大学教員でコンピューターサイエンスを教えるリン・ホール（Lynne Hall）は、ロボットとの性交渉が素晴らしい体験になる可能性を主張した。その理由として、主導権を握ることができ、加えて性病リスクがないことを上げている。ただ、ホールはロボットとのセックスが人間とのセックスに取って代わられることはないとの考えも示した。
シティ大学ロンドン（City University London）とマレーシアのイマジニアリング研究所（Imagineering Institute）との共同調査では、多くの人が人がロボットに引き付けられる可能性はあるとの調査結果となった。ところが、同大学でキッセンジャーの開発に携わった博士課程の学生、エマ・ヤン・ジャン（Emma Yann Zhang）によれば、ロボットを恋人にしたいかという質問に対しては、と大半が「ノー」と回答したという。

## 実用化
アメリカ合衆国のカリフォルニア州に拠点を置く企業、アビス・クリエーションズ（Abyss Creations）は2017年、セックスボットの発売を決めた。人間のように話したり動くリアルなロボットであるという。
アメリカの新興企業であるトゥルーコンパニオンの男性型「Rocky」（ロッキー）と女性型「Roxxxy」（ロキシー）とは、2016年6月現在、それぞれ9995ドルで販売されている。
カリフォルニア州に拠点を置く「RealDoll」社が発売するものは、内蔵ヒーターによる温感があり、接触に反応するセンサーも搭載され、これまでになくリアルなものになると公表された。同社の創設者であるマット・マクマレンは人々がロボットへの愛着を強めるようにしたいと発言、さらにアダルト商品の次なる目標は、ロボットとのセックスだけではなくロボットとの結婚ができるテクノロジーであるとも語った。

## 問題点
2016年、人工知能とロボット工学が専門のイギリスのシェフィールド大学のノエル・シャーキー名誉教授は、「Robots: Emotional Companions?」（ロボット:それは心の友？）という討論会の席で、セックスボットが青少年に与える影響について、それが適切に規制されない場合に10代の若者がセックスボットを「初体験の相手」に選ぶ可能性があり、その場合は深刻な悪影響があるだろうと警告した。教授が懸念するのは、コンピューター相手に人々が絆を感じたり関係を構築することで、さらにそれが性的な初体験の相手になってしまうケースでは、反対の性に対してどう考えるようになるのか、という点である。また、教授は日本と韓国の少なくとも14社が子供の世話用にロボットを製造販売しているが、セックスボットの性能の向上が見込まれれば、新規参入する可能性が高いとも発言した。
また、シャーキー名誉教授らが設立した財団「Foundation for Responsible Robotics（FRR）」は2017年7月、「我々とロボットの性的な未来」と題するレポートでセックスボット市場は成立し得るとの前提に立ち、高齢者や障害者を対象とするの性的なセラピーに一定の効果があることや、セックスボットの売春宿普及の可能性、小児性愛者向けの子供を模したセックスボットは容認すべきではないとの意見があったことを示した。
イギリスのジャーナリストのデボラ・オアは、ポルノが現実の、特に男性の女性の性的パートナーへの期待を変えたとするシャーキー教授の指摘を受け、女性は近い将来には、ポルノ女優のように見えるだけにとどまらず、セックスボットのようにパートナーに対し、常に男性に対し献身的で相手を喜ばせる存在でなければならないというようなプレッシャーを感じるようになるかもしれず、女性を単なる性の道具と化してしまう考えを助長する危険性をはらんでいると主張した。
同時にオアは異性恐怖症による性機能障害の患者などの特殊なケースに限って医師の同意の元で認められるべきで、その他の販売には規制が必要、あるいは女性への敬意からセックスボット技術は拒否すべきとも主張した。